# Niels Leth
Niels Leth (5. januar 1660 – 18. december 1713) var en dansk rentekammerkommitteret.
Han var søn af kongelig konfessionarius, dr.theol. Hans Leth, blev student 1678 og indtrådte, efter at have uddannet sig på en udenlandsrejse, i Rentekammeret 1690 ved sin udnævnelse til assessor og succederende kammersekretær. 1692 blev han virkelig kammersekretær og året efter kommitteret. Kongen benyttede ham hyppigt uden for hans vigtige embede til forskellige kommissioner og udnævnte ham 1707 til justitsråd, 1713 til etatsråd. Leth ægtede Anna Kirstine West, en søsterdatter af Oluf Borch, og døde 18. december 1713.